# Pedicularis peduncularis
Pedicularis peduncularis là loài thực vật có hoa thuộc họ Cỏ chổi. Loài này được Popov mô tả khoa học đầu tiên năm 1955.